# Mario Riva
Mario Riva, pseudònim de Mario Bonavolontà (Roma, 26 de gener de 1913 – Verona, 1 de setembre de 1960) va ser un presentador de televisió, locutor de ràdio i actor italià, que va gaudir de gran popularitat en els anys cinquanta.

## Els inicis
Fill del compositor napolità Giuseppe Bonavolontà i de Teresa Chinzari d'Antrodoco, Riva va ser un dels pioners de la televisió italiana. Va ser actor de varietats, revista, comèdia, musical, cinema i començà durant la Segona Guerra Mundial, fent espectacle per les tropes.
Posteriorment, per una curiosa coincidència, va conèixer a un altre famós actor de la varietats, Riccardo Billi, amb qui va crear "Billi e Riva", una de les parelles còmiques més famoses del seu temps (més tard altres van seguir el seu exemple) com Tognazzi i Vianello i Franco i Ciccio).

## Ràdio, escenari i gran pantalla
El 1938 va participar, en papers secundaris, en diverses obres de teatre i reproduccions de ràdio per l'EIAR; en la temporada 1942 - 1943 va formar part de l'elenc d'actors del popular programa setmanal Il Terziglio, amb texts de Federico Fellini, Marcello Marchesi, Dino Falconi, Edoardo Anton i altres, i van actuar al costat de joves actors com Giulietta Masina, Miranda Bonansea, Gemma Griarotti, Nunzio Filogamo i Rocco D'Assunta.

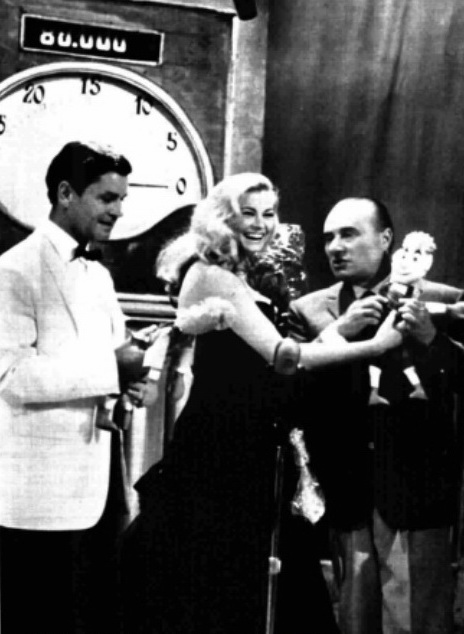
Anthony Steel, Anita Ekberg i Mario Riva

El 1949 presentà a la ràdio Oplà, programa que, seguint els compromisos cinematogràfics del director, va ser confiat al debutant Corrado, considerat el seu successor.
Als anys cinquanta va tenir lloc la trobada amb els dos joves autors Garinei i Giovannini, amb qui, sempre amb Billi, va interpretar algunes de les revistes més famoses i importants de l'època, amb Wanda Osiris, Gino Bramieri, Walter Chiari, Carlo Campanini, Totò i Peppino De Filippo. Riva també va treballar molt en el camp del cinema. Va aparèixer en més de cinquanta pel·lícules al costat d'actors del calibre de Totò, Alberto Sordi, Vittorio De Sica, Walter Chiari, Aldo Fabrizi, i altres. grans intèrprets, incloent-hi la seva parella Diana Dei i l'habitual Billi, amb el qual el 1955 va ser protagonista de la pel·lícula d'Alberto Lattuada Scuola elementare i amb qui havia participat un any abans en la transmissió televisiva de varietats d'Ugo Tognazzi i Raimondo Vianello, Un due tre.

## Domenica è sempre domenica
Al final dels anys cinquanta, amb l'arribada de la televisió (llavors en blanc i negre i amb un sol canal), després del debut en la transmissió de Duecento al secondo de Garinei i Giovannini, va provar un nou llenguatge d'espectacle (sempre amb la col·laboració de Garinei i Giovannini, que s'han convertit en la signatura més prestigiosa de la varietat italiana) amb l'espectacle musical Il Musichiere (primer quiz musical televisiu de la història de la televisió), emès a partir del 7 de desembre de 1957 fins al 1960 a la RAI, amb uns 90 episodis.
L'emissió en aquell moment va enregistrar una escolta de 19 milions d'oïdors, paralitzant Itàlia: als cinemes de Roma i de Milà, els directors havien de posar els televisors per evitar que quedessin buides les habitacions d'aquell dia i en aquella hora. A més de liderar la competència entre els concurrents que es desafiaven mútuament per demostrar els seus coneixements musicals, Mario Riva, que gràcies a aquesta transmissió podria ser considerat amb raó el pare de la televisió italiana del dissabte a la nit, va aparèixer al costat dels convidats d'honor, molt sovint celebritats internacionals, amb les quals de vegades van fer duets inesperats (el més famós amb Joséphine Baker).
Riva interpretava el tema final de la trasmissió "Domenica è sempre domenica", que va romandre durant molt de temps en una de les cançons més populars. Fins i tot va rebre un dels premis Ondas 1958
Les seves vedettes a les transmissions foren actrius que amb el temps esdevingueren famoses, com Lorella De Luca, Alessandra Panaro, Carla Gravina, Patrizia Della Rovere, Marilù Tolo o Brunella Tocci.

## Mort a l'escenari
El 1960, Mario Riva era al cim de la seva carrera. El 21 d'agost d'aquest any va participar en la nit final del Festival d'Il Musichiere, al'Arena di Verona. Com també es va informar detalladament en un article a la pàgina 5 del diari l'Unità del 23 d'agost de 1960, el presentador, passant per un escenari practicable del palc elevat al centre de l'amfiteatre, va ensopegar a la foscor (enganyat per una tira de tela de sac que ocultava un espai buit, va caure sorollosament des d'una altura de tres metres, fracturant-se la sisena vèrtebra dorsal, la quarta i la cinquena costella dretes, la cinquena costella a l'esquerra, potser l'escafoide carpià dret, i es va fer lacerant al cuir cabellut.
L'incident es va produir a les 21.15 hores. Riva acabava de donar instruccions al nombrós públic que omplia més de la meitat de l'Arena di Verona sobre com comportar-se per permetre la realització regular de la transmissió televisiva i s'havia retirat al fons. Després d'haver desaparegut de la vista del públic, el director Gorni Kramer va donar el senyal d'atac a la seva orquestra i el programa va començar regularment sense que cap dels espectadors prengués nota de la commoció que estava passant darrere de les càmeres. El presentador, que esperava a l'escenari mentre sostenia una torxa que semblava la torxa olímpica, va quedar mig cec pels llums proscènics molt forts i va caure malament entre taulons i attrezzo.
Fou ingressat immediatament a l'hospital i va ser sotmès als tractaments més urgents (inclosa la infusió d'un antibiòtic que s'utilitzava fins llavors únicament contra la broncopneumònia infantil, Polimixina B), recomanada pel professor Campanacci de Bolonya, però van sorgir complicacions pulmonar. (broncopneumònia traumàtica) i complicacions cardíaques van contribuir a agreujar el quadre clínic, que va acabar la seva vida prematurament l'1 de setembre a l'edat de 47 anys.
La notícia de la seva mort va despertar commoció i desconcert a tot Itàlia. El dia del seu funeral, a Roma, fora de la Basilica del Sacro Cuore Immacolato di Maria a la piazza Euclide va reunir 250.000 persones. Ja que durant la Segona Guerra Mundial havia estat estacionat a Zara, als cos de Bersaglieri, el seu taüt va ser portat pels soldats d'aquest cos. Amb ell va desaparèixer una de les figures més conegudes de l'espectacle, singular per a la bona naturalesa i l'enginy que el caracteritzaven. A un detractor que va dir que tenia "ulls guerxos", va respondre: "Els ulls guerxos els tenen molts, però jo tinc l'estrabisme de Venus". Està enterrat al cementiri de Campo Verano de Roma.
Mario Riva era un gran afeccionat del Lazio, i assessor honorífic de la societat blanc i blava.

## Filmografia
- Due cuori sotto sequestro, de Carlo Ludovico Bragaglia (1941)
- Il barone Carlo Mazza, de Guido Brignone (1948)
- Totò al giro d'Italia, de Mario Mattoli (1948)
- Vento d'Africa, d'Anton Giulio Majano (1949)
- Se fossi deputato, de Giorgio Simonelli (1949)
- Yvonne la Nuit, de Giuseppe Amato (1949)
- Totò cerca casa, de Steno (1949)
- I pompieri di Viggiù, de Mario Mattoli (1949)
- Ho sognato il paradiso, de Giorgio Pàstina (1949)
- Adamo ed Eva, de Mario Mattoli (1950)
- I cadetti di Guascogna, de Mario Mattoli (1950)
- Domani è un altro giorno, de Léonide Moguy (1951)
- Arrivano i nostri, de Mario Mattoli (1951)
- Accidenti alle tasse!!, de Mario Mattoli (1951)
- Porca miseria!, de Giorgio Bianchi (1951)
- Il padrone del vapore, de Mario Mattoli (1951)
- Ha fatto 13, de Carlo Manzoni (1951)
- Anema e core, de Mario Mattoli (1951)
- Abracadabra, de Max Neufeld (1952)
- Vendetta... sarda, de Mario Mattoli (1952)
- Giovinezza, de Giorgio Pàstina (1952)
- Bellezze in motoscooter, de Carlo Campogalliani (1952)
- Altri tempi - Zibaldone n. 1, de Alessandro Blasetti (1952)
- Anni facili, de Luigi Zampa (1953)
- Il paese dei campanelli, de Jean Boyer (1954)
- Tripoli, bel suol d'amore, de Ferruccio Cerio (1954)
- Rosso e nero, de Domenico Paolella (1954)
- Siamo tutti milanesi, de Mario Landi (1954)
- Accadde al commissariato, de Giorgio Simonelli (1954)
- Ridere! Ridere! Ridere!, d'Edoardo Anton (1954)
- Scuola elementare, d'Alberto Lattuada (1954)
- La moglie è uguale per tutti, de Giorgio Simonelli (1955)
- Motivo in maschera, de Stefano Canzio (1955)
- Il campanile d'oro, de Giorgio Simonelli (1955)
- Bravissimo, de Luigi Filippo D'Amico (1955)
- Accadde al penitenziario, de Giorgio Bianchi (1955)
- Racconti romani, de Gianni Franciolini (1955)
- I giorni più belli, de Mario Mattoli (1956)
- A sud niente di nuovo, de Giorgio Simonelli (1956)
- Il ponte dell'universo, de Renato Cenni (1956)
- Serenate per 16 bionde, de Marino Girolami (1957)
- Arrivano i dollari!, de Mario Costa (1957)
- Gente felice, de Mino Loy (1957)
- Primo applauso, de Pino Mercanti (1957)
- Domenica è sempre domenica, de Camillo Mastrocinque (1958)
- È arrivata la parigina, de Camillo Mastrocinque (1958)
- Totò, Peppino e le fanatiche, de Mario Mattoli (1958)
- Gli zitelloni, de Giorgio Bianchi (1958)
- Mia nonna poliziotto, de Steno (1958)
- Ladro lui, ladra lei, de Luigi Zampa (1958)
- I prepotenti, de Mario Amendola (1958)
- Il terribile Teodoro, de Roberto Bianchi Montero (1958)
- Perfide ma... belle, de Giorgio Simonelli (1959)
- Il raccomandato di ferro, de Marcello Baldi (1959)
- Fantasmi e ladri, de Giorgio Simonelli (1959)
- Policarpo, ufficiale di scrittura, de Mario Soldati (1959)
- Sergente d'ispezione, de Roberto Savarese (1959)
- Prepotenti più di prima, de Mario Mattoli (1959)
- Il vigile, de Luigi Zampa (1960)

## Prosa radiofònica EIAR
- Anima allegra, de Gioacchino e Serafino Alvarez Quintero, amb Franco Becci, Leo Garavaglia, Mario Riva, Felice Romano, dirigit per Luigi Maggi, 13 novembre 1939.
- La damigella di Bard, de Salvator Gotta dirigit per Luigi Maggi, 25 novembre 1939.
- La locanda alla luna, de Guido Cantini dirigit per Nunzio Filogamo, 21 febrer 1941.
- Il Terziglio, variacions sobre el tema Sale d'aspetto, de Federico Fellini, Marcello Marchesi, Ugo Migneco, amb Lina Acconci, Miranda Bonansea, Giulietta Masina, Gemma Griarotti, Mario Riva, Rocco D'Assunta, Nunzio Filogamo, dirigit per Claudio Fino, trasmessa el 25 gener 1943, al programa "B".
- Il Terziglio, variacions sobre el tema Ricordi, d'Edoardo Anton, Varaldo, Nicola Manzari, amb Giulietta Masina, Miranda Bonansea, Mario Riva, Nunzio Filogamo, Gemma Griarotti, direcció de Claudio Fino, trasmessa el 13 febrer de 1943, trasmessa al programa "A".

## Programes de ràdio
- Ventiquattresima ora, programa en 2 temps (diumenge) i (dilluns) presentat per Mario Riva, direcció de Silvio Gigli 1958 1959.

## Elteatre de revista
- Aria nuova, amb Totò, Elena Giusti, Lucia Mannucci, Eduardo Passarelli, Quartetto Cetra, Mario Riva, Fausto Tommei, música de Armando Fragna, al Teatro Galleria di Roma 9 d'octubre de 1943.
- Che ti sei messo in testa?, testo e regia di Michele Galdieri, con Totò, Anna Magnani, Mario Castellani, Elena Giusti, Gianni Agus, Olga Gentili, Adriana Serra, Mario Riva, Diana Dei, Nico Pepe, al Teatro Valle de Roma el 5 de febrer de 1944.